# Andrea Jaeger
Andrea Jaeger (ur. 4 czerwca 1965 w Chicago) – amerykańska tenisistka, zwyciężczyni dziesięciu turniejów zawodowych, reprezentantka w Pucharze Federacji.
W wieku 14 lat była najmłodszą tenisistką zawodową na świecie, jako 15-latka najmłodszą półfinalistką US Open oraz najmłodszą zawodniczką rozstawioną na Wimbledonie. Obok umiejętności sportowych wyróżniała się na korcie charakterystycznymi warkoczami oraz dużym rozmiarem obuwia.
Pochodzi z rodziny wielonarodowej; ojciec, były bokser i piłkarz, przybył do USA ze Szwajcarii, matka urodziła się w Niemczech. Od dzieciństwa trenowała pod okiem ojca, nabywając regularność uderzeń, na czym oparła następnie swoje sukcesy. Grała prawą ręką, z oburęcznym bekhendem. W 1979 wygrała dwie imprezy juniorskie – turniej w Boca Raton oraz Orange Bowl (w kategorii do lat 18) oraz pierwszy turniej seniorski – African Classic. W 1980 doszła do ćwierćfinału Wimbledonu (pokonała m.in. Virginię Wade, przegrała z Chris Evert) i półfinału US Open (przegrała z Haną Mandlíkovą). Grała w turniejach WTA Finals w 1983 i 1984. Zaliczyła dwa finały wielkoszlemowe w grze pojedynczej – French Open 1982 i Wimbledon 1983 – w obu przegrywając z Martiną Navrátilovą. Doszła do pozycji wiceliderki rankingu światowego.
Pokonała w czasie kariery m.in. Evert, Navrátilovą, Mandlíkovą, Tracy Austin, Zinę Garrison, Sylvię Hanikę, Billie Jean King, Wendy Turnbull i inne znane zawodniczki. Zarobiła na korcie około 1 380 000 dolarów.
Reprezentowała barwy narodowe w rozgrywkach Pucharu Federacji w latach 1981–1983, wcześniej występowała w rozgrywkach Pucharu Wightman.
Seria poważnych kontuzji ramienia przerwało jej karierę sportową już w 1984; przeszła od tego czasu siedem operacji. Próbowała bezskutecznie powrócić do tenisa, jej ostatni występ na kortach zawodowych miał miejsce w 1987. Na przedwczesnej sportowej emeryturze ukończyła studia teologiczne i biologiczne oraz powołała do życia Silver Lining Foundation, zajmującą się organizacją aktywnego wypoczynku w Aspen (Kolorado) młodych pacjentów chorujących na raka. Fundacja zyskała wsparcie wielu znanych osób, m.in. ze świata tenisowego (John McEnroe, Andre Agassi, Pete Sampras), a także aktora Kevina Costnera, modelki Cindy Crawford czy koszykarza Davida Robinsona.
Kariery tenisowej (bez większego powodzenia) próbowała także jej siostra, Susie (ur. 29 marca 1962), m.in. uczestniczka Wimbledonu w 1981.
Wygrane turnieje:
- gra pojedyncza:
  - 1979 African Classic
  - 1980 Las Vegas, Beckenham, Tampa
  - 1981 Kansas City, Oakland, U.S. Clay Courts
  - 1982 Detroit, Oakland
  - 1983 Marco Island
- gra podwójna:
- 1983 Canadian Open (z Anne Hobbs)